# Phlegopsis
Phlegopsis – rodzaj ptaków z podrodziny chronek (Thamnophilinae) w rodzinie chronkowatych (Thamnophilidae).

## Zasięg występowania
Rodzaj obejmuje gatunki występujące w Ameryce Południowej.

## Morfologia
Długość ciała 16,5–18,5 cm; masa ciała 42–58 g.

## Systematyka

### Etymologia
Phlegopsis: gr. φλοξ floks, φλογος phlogos „płomień”, od φλεγω phlegō „płonąć”; οψις opsis „oblicze, twarz”.

### Podział systematyczny
Do rodzaju należą następujące gatunki: 
- Phlegopsis erythroptera (Gould, 1855) – gołook czarny
- Phlegopsis nigromaculata (d’Orbigny, 1836) – gołook plamisty
- Phlegopsis borbae Hellmayr, 1907 – gołook białoczelny